# The Game (Rapper)

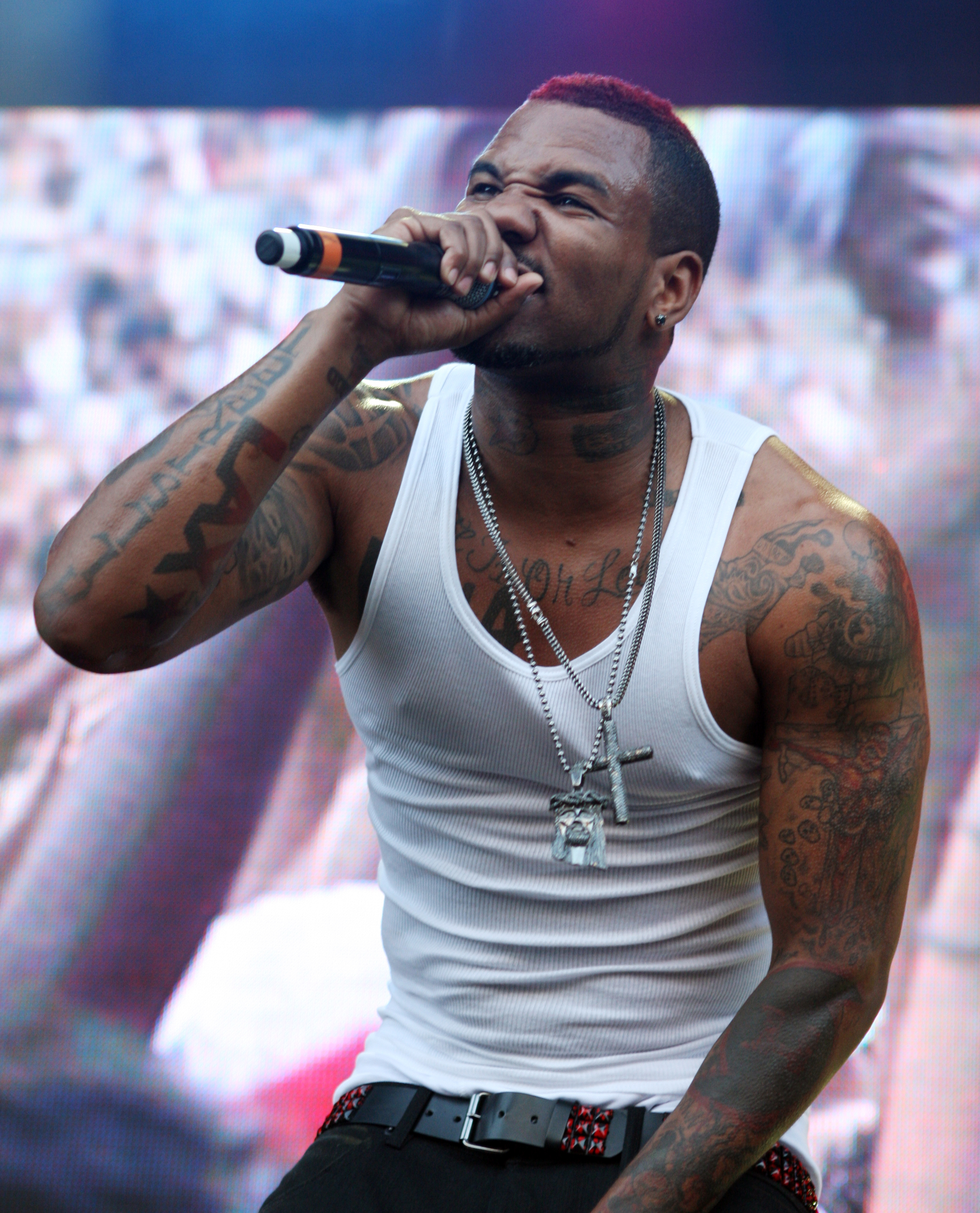
The Game (2011)

The Game (* 29. November 1979 in Compton, Kalifornien; bürgerlicher Name Jayceon Terrell Taylor), auch bekannt als Game, Hurricane Game, Chuck Taylor oder Murda Game, ist ein US-amerikanischer Rapper und steht bei Blood Money Entertainment unter Vertrag. The Game war Mitglied der G-Unit um 50 Cent, wurde nach dessen Angaben aber aufgrund „mangelnder Loyalität“ zur Crew und zu 50 Cent wieder entlassen.

## Leben
The Game stammt aus Compton, das berüchtigt ist für mehr als drei Jahrzehnte hoher Kriminalitätsrate, vor allem durch Gangs. Einer dieser Gangs, den Bloods, schloss er sich an und führte ein Leben, wie es für Gangmitglieder üblich ist. 2001 wurde er in seiner Wohnung, die er auch zum Verkauf von Drogen nutzte, um seinen verhältnismäßig teuren Lebensstil zu finanzieren, 5-mal angeschossen und lag 3 Tage im Koma. Während er sich von seinen Verletzungen erholte, setzte er sich das Ziel, ein erfolgreicher Rapper zu werden. Dr. Dre, der ebenfalls aus Compton stammt, hörte ihn auf einem Mixtape und noch bevor The Game aus dem Krankenhaus kam, hatte er ihn bei seinem Label Aftermath Entertainment unter Vertrag genommen. Dre hielt es für das Beste, wenn er zur G Unit käme, denn er und 50 Cent hätten eine ähnliche Vergangenheit. Dort veröffentlichte er am 18. Januar 2005 sein groß angekündigtes Debütalbum The Documentary, das zum Verkaufserfolg wurde. Bald darauf warf ihn 50 Cent jedoch wegen „mangelnder Loyalität“ aus der Crew. Danach folgte ein öffentlich ausgetragener Streit, der noch immer andauert.
Seit dem 29. Juli 2006 steht The Game nicht mehr bei G Unit/Aftermath, sondern bei Geffen Records unter Vertrag. Bei diesem Label haben unter anderem auch Snoop Dogg, Mos Def, Slim Thug und Mary J. Blige unterzeichnet.
The Game veröffentlichte am 10. November 2006 sein zweites Album Doctor’s Advocate, das ursprünglich am 6. Juni 2006 erscheinen sollte, in den USA am 14. November 2006. Für den Nachfolger von The Documentary nahm er unter anderem Tracks mit den Produzenten Dr. Dre, Kanye West, Cool & Dre, Scott Storch und Just Blaze auf. Dennoch nahm The Game kein einziges Lied von Dr. Dre auf sein Album. Nach seinen Angaben nicht, weil er sich von Dr. Dre getrennt habe, sondern damit niemand behaupten könne, dass das Album wegen Dres Hilfe so erfolgreich sein würde. Das Album verkaufte sich in der ersten Woche 358.000-mal und landete am 22. November 2006 auf Platz 1 der Billboard Top 200. Von der New York Times wurde es zusammen mit Hip Hop Is Dead von Nas zum besten Album des Jahres 2006 gekürt.
Im April 2007 erschien das Mixtape You Know What It Is Vol. 4, auf dem er am Ende des letzten Titels verlauten ließ, dass er sich ein halbes Jahr frei nehmen und sich um seinen Sohn sowie die Geburt seines zweiten Sohnes kümmern werde. Im Februar 2008 wurde er wegen illegalen Waffenbesitzes zu 60 Tagen Haft, drei Jahren Bewährung und 150 Sozialstunden verurteilt. Auf Nas’ Silvesterparty 2007 bestätigte er, dass er im Sommer 2008 sein nächstes Album namens LAX veröffentlichen werde. An der Produktion waren unter anderem Dr. Dre, Cool & Dre und Scott Storch beteiligt. Im März 2008 war zunächst von einer Veröffentlichung im Juni die Rede, die sich letztlich auf den 22. Juli 2008 verschob. Die erste Single heißt Big Dreams und wurde am 18. März veröffentlicht. Im Mai folgte Game’s Pain, das er zusammen mit Keyshia Cole aufnahm.
Nach vorigen Berichten, dass LAX The Games letztes Album sein sollte, gab er im Mai 2009 bekannt, dass sein viertes Soloalbum Ende des Jahres erscheinen werde und den Titel The R.E.D. Album tragen wird. Bestätigt hat er unterdessen, dass er bereits mit den Produzenten Timbaland und Drumma Boy zusammenarbeitete. Die Veröffentlichung des Albums wurde auf das erste Quartal 2010 verschoben. Die Veröffentlichung verschob sich zunächst aufgrund eines Rechtsstreites zwischen Universal Music und Desperado Entertainment. The R.E.D. Album wurde schließlich am 23. August 2011 veröffentlicht.
2010 wurde er erneut von Aftermath unter Vertrag genommen. Aus seinem Namen strich er das The.
Am 11. Dezember 2012 veröffentlichte Game sein fünftes Studioalbum unter dem Titel Jesus Piece, welches unter anderem von Cool & Dre produziert wurde und Lieder mit Rick Ross, Kanye West und Kendrick Lamar beinhaltete.
Im Jahr 2015 folgten die Alben The Documentary 2 und The Documentary 2.5 innerhalb einer Woche als Fortsetzung zu seinem Debütalbum. 2016 veröffentlichte The Game schließlich sein achtes Soloalbum 1992.
The Games neuntes Soloalbum Born 2 Rap erschien am 29. November 2019 und ist laut eigener Aussage sein letztes.

### Streit mit G Unit
Der Streit begann kurz nach der Veröffentlichung von The Games Debütalbum. The Game beugte sich nicht 50 Cents Willen, woraufhin ihn 50 Cent entließ. Er veröffentlichte danach mehrere Disstracks, darunter den 18-minütigen Freestyle-Disstrack 300 Bars and Runnin sowie eine DVD mit dem Titel Stop Snitchin, Stop Lyin, in der er die Gründe für den Streit und seine Sicht der Dinge über 50 Cent und G Unit erklärt und sie extrem verspottet, unter anderem klaut er 50 Cents Basketballkorb. Es erschien auch ein gleichnamiges Mixtape, auf dem weitere Disstracks von The Game und der Black Wall Street-Crew zu finden sind. Der Streit dauert bis heute an. Anfang 2007 kursierten mehrere Gerüchte über ein Ende des Streits, da Rapper Busta Rhymes in einem Interview verkündete, er wolle beide Seiten wieder zusammenführen, und auch The Game sagte in mehreren Interviews, dass er nicht weiter auf den Streit eingehen wolle. Das Ganze nahm jedoch eine abrupte Wende, als Tony Yayo im März 2007 in New York dem 14-jährigen Sohn von The Games Manager, Jimmy Rosemond, eine Ohrfeige gab, da dieser ein „Czar Entertainment“-T-Shirt trug. Er wurde verhaftet, und der Junge sagte aus, dass auch 50 Cent anwesend gewesen sei, dieser bestreitet das jedoch vehement. Infolgedessen kam es in New York zu einer „Anti-G-Unit-Demonstration“. Ein paar Tage später veröffentlichte The Game einen neuen Disstrack, in dem er Tony Yayo und 50 Cent indirekt mit dem Tod bedroht. Selbst G-Unit-Rapper Young Buck verurteilte die Aktion von Tony Yayo. Mittlerweile hat sich der Streit wieder etwas gelegt.

### The Black Wall Street & Czar Squad DJ’s
The Game gründete The Black Wall Street Records, um Künstler aus Compton zu fördern. Das Label wurde ein Erfolg und so erweiterte The Game es um The Black Wall Street East mit Hauptsitz in New Jersey. Im Februar 2007 wurde zudem The Black Wall Street Europe gegründet.
Parallel zur Black Wall Street gründete The Game im April 2007 zusammen mit seinem Manager und Gründer von Czar Entertainment, Jimmy „Henchmen“ Rosemond, eine DJ-Crew namens Czar Squad DJ’s. Das Team besteht aus 18 DJs aus den USA, Kanada und Europa. Zu ihnen gehören unter anderem DJ Kris-Stylez (DJ von The Game), DJ MarvLS (DJ von Diddy), DJ Strong, Babey Drew (DJ von Chris Brown) und DJ Maaleek.

### Weitere Produktionen
Ende 2004 brachte The Game seine erste Single heraus: How We Do feat. 50 Cent. Im Januar 2005 stieg sie in den Billboard-Charts der USA von 0 auf Platz 6.
Im Videospiel Grand Theft Auto: San Andreas leiht er der Figur „Mark Wayne“ (alias B Dup) seine Stimme.
Am 18. Januar 2005 landete The Games erstes Album The Documentary auf Platz 1 der Billboard Top 200. Es verkaufte sich 587.000-mal in der ersten Woche. Auch in den UK-Charts schaffte es bis auf Platz 7 zu kommen. Bis jetzt wurde das Album über fünf Millionen Mal verkauft.
In dem Film Waist Deep (2006) spielt er seine erste Hauptrolle, in der er einen skrupellosen Drogenboss verkörpert. Weitere Hauptrollen in Spielfilmen folgten.
Anfang 2013 veröffentlichte The Game sein Fitness-Programm 60 Days of Fitness, das er ursprünglich gemeinsam mit dem amerikanischen Fitness Trainer Byrd entwickelt hatte. Nur ein Jahr später wechselte er seinen Trainer und ging eine Partnerschaft mit dem deutschen Youtuber und Fitness-Coach Stefan Weissgerber ein, welcher den Bereich Ernährung hinzufügte und die Komplexität der Übungen verringert.
2016 veröffentlichte The Game mit Lorine Chia einen Song mit Namen Rest in Purple, der auf When Doves Cry von Prince basiert und eine Hommage an den im April 2016 verstorbenen Musiker ist.

## Diskografie
Studioalben

| Jahr | Titel Musiklabel                                           | Höchstplatzierung, Gesamtwochen, AuszeichnungChartplatzierungen (Jahr, Titel, Musiklabel, Platzierungen, Wochen, Auszeichnungen, Anmerkungen) | Höchstplatzierung, Gesamtwochen, AuszeichnungChartplatzierungen (Jahr, Titel, Musiklabel, Platzierungen, Wochen, Auszeichnungen, Anmerkungen) | Höchstplatzierung, Gesamtwochen, AuszeichnungChartplatzierungen (Jahr, Titel, Musiklabel, Platzierungen, Wochen, Auszeichnungen, Anmerkungen) | Höchstplatzierung, Gesamtwochen, AuszeichnungChartplatzierungen (Jahr, Titel, Musiklabel, Platzierungen, Wochen, Auszeichnungen, Anmerkungen) | Höchstplatzierung, Gesamtwochen, AuszeichnungChartplatzierungen (Jahr, Titel, Musiklabel, Platzierungen, Wochen, Auszeichnungen, Anmerkungen) | Anmerkungen                                                 |
| Jahr | Titel Musiklabel                                           | DE | AT | CH | UK | US | Anmerkungen                                                 |
| ---- | ---------------------------------------------------------- | --- | --- | --- | --- | --- | ----------------------------------------------------------- |
| 2005 | The Documentary Aftermath / G-Unit / Interscope            | DE11 Gold · (25 Wo.)DE | AT44 (7 Wo.)AT | CH8 (16 Wo.)CH | UK7 Platin · (36 Wo.)UK | US1 ×2Doppelplatin · (35 Wo.)US | Erstveröffentlichung: 18. Januar 2005 Verkäufe: + 2.600.000 |
| 2006 | Doctor’s Advocate Geffen / Interscope                      | DE29 (2 Wo.)DE | AT46 (1 Wo.)AT | CH15 (7 Wo.)CH | UK21 Gold · (11 Wo.)UK | US1 (20 Wo.)US | Erstveröffentlichung: 14. November 2006 Verkäufe: + 107.500 |
| 2008 | LAX Geffen / Interscope                                    | DE33 (2 Wo.)DE | AT29 (3 Wo.)AT | CH8 (8 Wo.)CH | UK9 Silber · (8 Wo.)UK | US2 (28 Wo.)US | Erstveröffentlichung: 22. August 2008 Verkäufe: + 60.000    |
| 2011 | The R.E.D. Album DGC / Interscope                          | DE22 (2 Wo.)DE | AT39 (2 Wo.)AT | CH7 (6 Wo.)CH | UK14 (4 Wo.)UK | US1 (11 Wo.)US | Erstveröffentlichung: 19. August 2011                       |
| 2012 | Jesus Piece DGC / Interscope                               | — | — | — | UK76 (1 Wo.)UK | US6 (15 Wo.)US | Erstveröffentlichung: 10. Dezember 2012                     |
| 2015 | The Documentary 2 eOne Music / Blood Money Entertainment   | DE22 (2 Wo.)DE | AT32 (1 Wo.)AT | CH9 (3 Wo.)CH | UK4 (3 Wo.)UK | US2 (8 Wo.)US | Erstveröffentlichung: 9. Oktober 2015                       |
| 2015 | The Documentary 2.5 eOne Music / Blood Money Entertainment | DE45 (1 Wo.)DE | — | CH20 (2 Wo.)CH | UK23 (1 Wo.)UK | US6 (5 Wo.)US | Erstveröffentlichung: 16. Oktober 2015                      |
| 2016 | 1992 eOne Music                                            | DE91 (1 Wo.)DE | — | CH45 (1 Wo.)CH | UK38 (1 Wo.)UK | US4 (4 Wo.)US | Erstveröffentlichung: 14. Oktober 2016                      |
| 2019 | Born 2 Rap eOne Music                                      | — | — | CH66 (1 Wo.)CH | — | US19 (2 Wo.)US | Erstveröffentlichung: 29. November 2019                     |
| 2022 | Drillmatic – Heart vs. Mind MNRK Music Group               | — | — | CH58 (1 Wo.)CH | UK61 (1 Wo.)UK | US12 (2 Wo.)US | Erstveröffentlichung: 12. August 2022                       |

## Filmografie
- 2006: Waist Deep
- 2006: Tournament of Dreams
- 2008: Belly 2: Millionaire Boyz Club
- 2008: Street Kings
- 2012: House Arrest[12]
- 2016: Streets of Compton (Dokumentation)